# Modu
Modu, Modun ali Maodun (poenostavljeno kitajsko 冒顿单于, tradicionalno kitajsko 冒頓單于, pinjin Mòdú Chányú, Mòdùn Chányú ali Màodùn Chányú, iz starokitajskega (220 pr. n. št.): *mouᴴ-tuən ali *mək-tuən,) je bil sin Toumana in ustanovitelj cesarstva Šiungnu na Mongolski planoti. Na oblast je prišel potem, ko je ukazal umoriti svojega očeta, * okoli 234 pr. n. št.,  209 pr. n. št.
Modu je vladal od leta 209 pr. n. št. do 174 pr. n. št. Pod svojim očetom Toumanom je bil vojaški poveljnik. Po utrditvi svoje oblasti je ustanovil močan imperij Šiungnu, tako da je uspešno združil plemena z mongolsko-mandžurskih pašnikov kot odgovor na izgubo pašnikov zaradi invazije dinastije Čin leta 215 pr. n. št. Po smrti cesarja Čin Ši Huanga leta 210 pr. n. št. se je v dinastiji Čin začela zmeda, ki je Moduju omogočila, da razširi svoj imperij v enega največjih tistega časa. Vzhodna meja njegovega cesarstva je segala do reke Liao, zahodna do gorovja Pamir, severna pa do Bajkalskega jezera. 
Moduja je nasledil njegov sin Laošang.

## Poreklo in vzpon na oblast
Po Sima Čjanu je bil Modu nadarjen otrok, vendar je njegov oče Touman želel, da ga nasledi sin njegove druge žene. Da bi odstranil Moduja kot tekmeca svojega  izbranega dediča, je Touman poslal mladega Moduja k Juedžem za talca in nato napadel Juedže v upanju, da bodo iz maščevanje ubili Moduja. Modu se je smrti izognil z begom k Šiungnujem, ki so ga sprejeli kot junaka. Oče ga je za nagrado za pogum imenoval  za poveljnika 10.000 konjenikov.
Modu je začel zbirati skupino izjemno zvestih bojevnikov. Izumil je signalno puščico, ki je med letom žvižgala, in uril svoje može, da sinhrono streljajo v smeri njenega zvoka. Da bi se prepričal v  zvestobo svojih mož, je vojakom ukazal, naj ustrelijo njegovega najljubšega konja. Vse, ki tega niso hoteli storiti, so po kratkem postopku usmrtili. Kasneje je preizkus zvestobe ponovil, tokrat z eno svojih najljubših žena. Tudi takrat je ukazal usmrtiti vse, ki so se obotavljali. Nazadnje je svojim vojakom ukazal, naj med lovom ustrelijo njegovega očeta. Tokrat so njegov ukaz izpolnili vsi vojaki. Modu se je po očetovi smrti razglasil za čanjuja Šiungnuja.
Po prihodu na oblast je začel odstranjevati vse, ki bi lahko ogrozili njegovo oblast. Med usmrčenimi so bili tudi njegov polbrat, njegova mati in več državnih uradnikov, ki ga niso hoteli podpreti. 

## Vzpon cesarstva Šiungnu
Modu je agresivno zaščitil in razširil svoje ozemlje. Ko so njihovi vzhodni sosedje Donghuji nameravali zasesti nenaseljeno ozemlje med njimi in Šiungnujem, jih je Modu napadel in do leta 208 pr. n. št. porazil. Njihove ostanke je porazdelil med plemeni Šjanbej in Vuhuan. Leta 203 pr. n. št. Je podredil Dinglinge in druga ljudstva na severu ter premagal Juedžije. Po teh osvajanjih so se mu podredili vsi poglavarji Šiungnuja.
S temi zmagami mu je uspelo pridobiti nadzor nad pomembnimi trgovskimi potmi, ki so Šiungnuju kasneje prinašale velike dohodke. 

### Vojna z dinastijo Han
Leta 200 pr. n. št. se je Šin, eden od kraljev Hana, predal Šiungnujem in se jim pridružil pri napadu na ozemlje Hana. Cesar Hana Gaodzu  je proti njim vodil vojsko in jih razkropil in večkrat premagal, preden so se umaknili. Kasneje je kralj Šin imenoval Džao Lija za kralja Džaoja in napadel Gaodzuja in bil tudi on poražen. Zaradi vidnega vpliva, ki ga je imel Šiungnu na svoje vazale, ga je Gaozu napadel z vojsko 320.000 mož. Njegova vojska je zaradi neustreznih oblačil trpela zaradi mraza. Pomanjkanje zalog je cesarja prisililo, da je vojsko pustil za seboj in napredoval v Pingčeng s samo 40.000 možmi. Modu čanju ga je obkolil z vojsko 400.000 mož in ga odrezal od glavnine. Ko so prispele Hanove okrepitve, so se Šiungnuji umaknili. Gaozu je nato z njimi sklenil mir, ki so ga v času Gaodzujeve vladavine prekinjali samo manjši spopadi ob meji.
Modu je po svoji kitajski kampanji prisilil Juedže in Vusune, da so postali vazali Šiungnuja. 
Modu je umrl leta 174 pr. n. št. Nasledil ga je njegov sin Džiju, ki je vladal kot Laošang čanju.